# Lummelunda
Lummelunda est un village situé à 17 kilomètres au nord de Visby dans l'île de Gotland en Suède au milieu de la mer Baltique. 

## Histoire
En 1350, l'endroit était appelé "Lomalunda". Le nom vient probablement d'un presbytère. Pour la première partie du nom, la traduction n'est pas connu, tandis que le suffixe «lund» pourrait signifier «boisé» ou «petit bosquet", peut-être un bois sacré de l'époque païenne.

## Géographie
Le village de Lummelunda se trouve sur la côte ouest de l'île de Gotland, le lieu lui-même est à 1,5 km de la côte. La zone de la paroisse se caractérise par un terrain plat et arboré donnant sur des falaises dans le nord-ouest.

## Liens externes

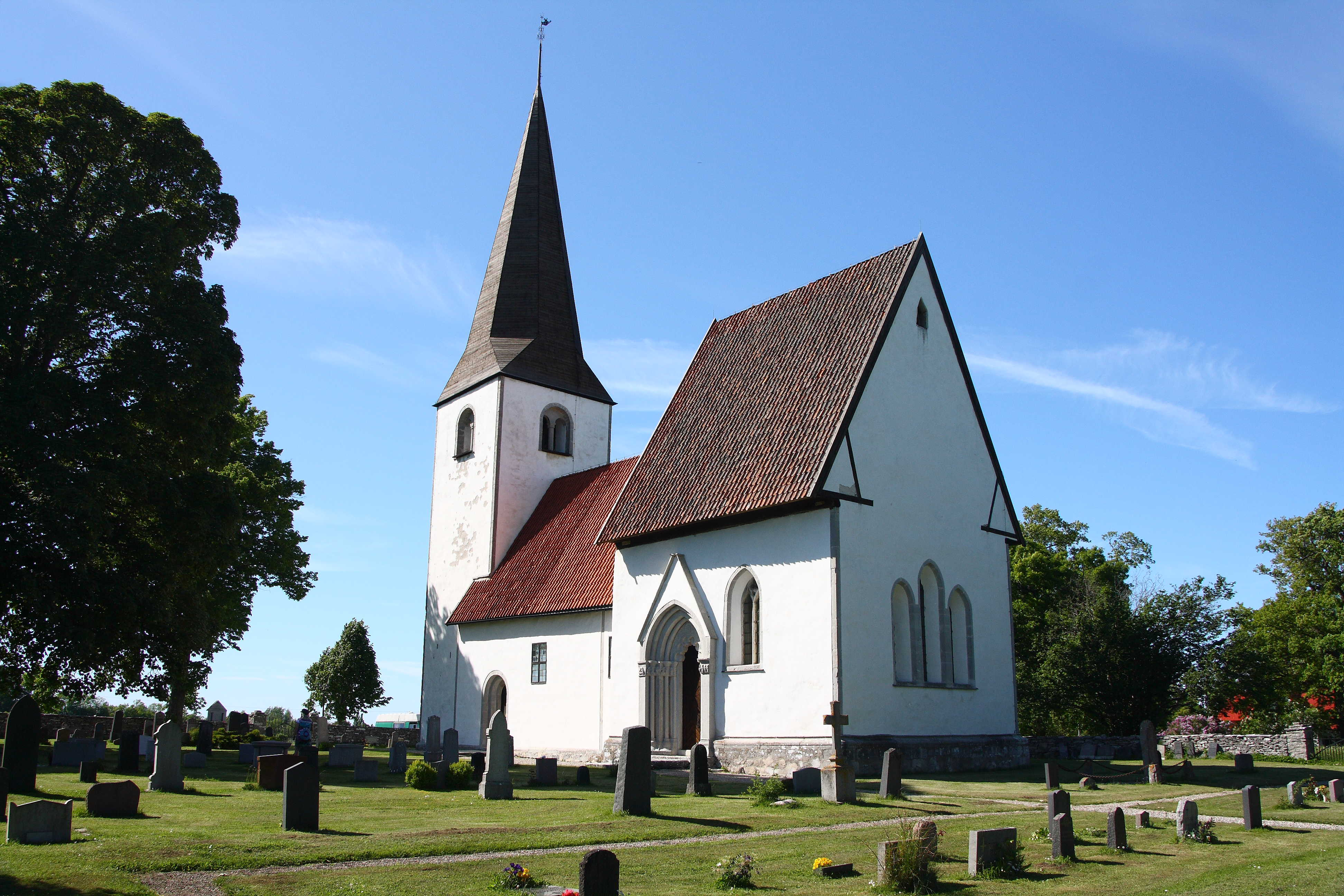
L'église de Lummelunda.

## Tourisme
Le village de Lummelunda est connu pour son église ainsi que pour la grotte de Lummelundagrottan, la seconde plus grande grotte de Suède.